# Cisaranten Endah
Cisaranten Endah is een bestuurslaag in het regentschap Kota Bandung van de provincie West-Java, Indonesië. Cisaranten Endah telt 18.245 inwoners (volkstelling 2010).